# Molodohvardijsk
Molodohvardijsk (ukrajinsky Молодогвардійськ; rusky Молодогвардейск – Molodogvardějsk) je město v Luhanské oblasti na Ukrajině. Nachází se v Donbasu nedaleko od hranice s Ruskem ve vzdálenosti 38 kilometrů jihovýchodně od Luhansku. Patří do Krasnodonského rajónu, jehož správa sídlí v Krasnodonu dalších pět kilometrů na jihovýchod. S Luhanskem i Krasnodonem je Molodohvardijsk spojen dálnicí M 04, po které je v tomto úseku také vedena evropská silnice E50.

## Dějiny
Molodohvardijsk byl založen v roce 1954 a pojmenovaný je na počest odbojové organizace Mladá garda, kterou proslavil ve svém stejnojmenném románu z roku 1945 spisovatel Alexandr Fadějev.
Městem je Molodohvardijsk od roku 1961.